# Konotacja (językoznawstwo)
Konotacja – zdolność pewnych leksemów do otwierania miejsc dla innych leksemów. Np. użycie przymiotnika jest niepełne – wymaga uzupełnienia rzeczownikiem, a przysłówek – czasownikiem. Rzeczownik w mianowniku nie ma właściwości konotacyjnych.
Związek syntaktyczny polega na relacji między wyrazem konotującym a konotowanym (wymaganym); dopiero wtedy osiąga się kompletność znaczeniową. W parze konotacyjnej wyrazem prymarnym (konotującym) jest rzeczownik, gdyż ich treść nie wymaga uzupełnienia. Wyrazem konotowanym (sekundarnym) może być przymiotnik lub czasownik.
W innym znaczeniu konotacja to wtórne, oparte na kontekście składniki znaczeniowe, które towarzyszą względnie stałej denotacji danego leksemu. Są związane ze skojarzeniami (uczuciami, wyobrażeniami) użytkowników języka. Np. słowo „czarny” może przywoływać na myśl zło, noc lub śmierć. Konotacja odzwierciedla aspekty kulturowe, etniczne, związane z tradycją społeczności, a czasem też osobiste doświadczenia danej osoby. Konotacja stanowi relację użytkownika języka z rzeczywistością pozajęzykową; tym samym różni się od denotacji, czyli relacji między jednostką językową a rzeczywistością pozajęzykową .

## Rodzaje konotacji
Istnieją następujące rodzaje konotacji:
- kategorialna, zapowiadająca określoną kategorię gramatyczną bądź leksykalną (przymiotnik → rzeczownik)
- formalna, zapowiadająca określoną formę gramatyczną
- obligatoryjna
- fakultatywna